# NGC 139
NGC 139 é uma galáxia espiral barrada localizada na direcção da constelação de Pisces. Possui uma declinação de +05° 04' 42" e uma ascensão recta de 0 horas, 31 minutos e 06,5 segundos.
A galáxia NGC 139 foi descoberta em 29 de Agosto de 1864 por Albert Marth.